# Casa de pasto
Casa de Pasto é uma denominação muito comum até o final do século XIX, em Portugal e no Brasil, referente aos estabelecimentos que serviam almoços e jantares.
O termo - pasto - é arcaísmo da língua portuguesa, derivado do latim pastus, que se referia a qualquer tipo de alimento.
A casa de pasto é uma mistura entre uma taberna e um restaurante de petiscos. Serviam também refeições ligeiras ao longo do dia, acompanhadas de vinho ou cerveja.
Com a influência francesa em ambos os países, a denominação de restaurante (restaurer = restaurar - restaurant = restaurador) passou a substituir aquele antigo termo.
Outros termos equivalentes ou correlatos: baiúca, biboca, bodega, locanda, tasca, tasco.